# Arctodiaptomus burduricus
Arctodiaptomus burduricus é uma espécie de crustáceo da família Diaptomidae.
É endémica de Turquia.
Os seus habitats naturais são lagos salinos.